# ウガンダ鉄道

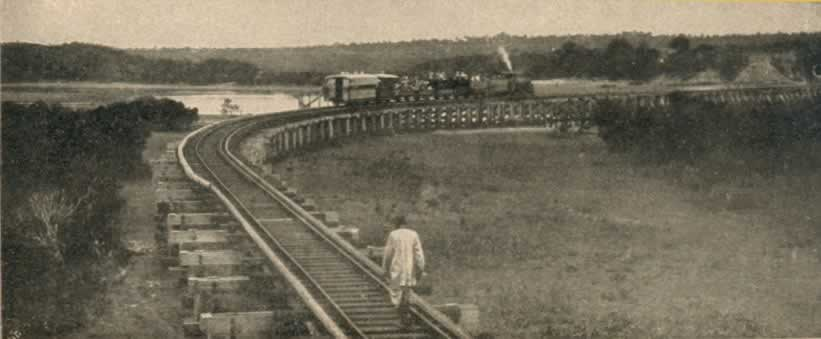
モンバサ近郊, 1899年頃

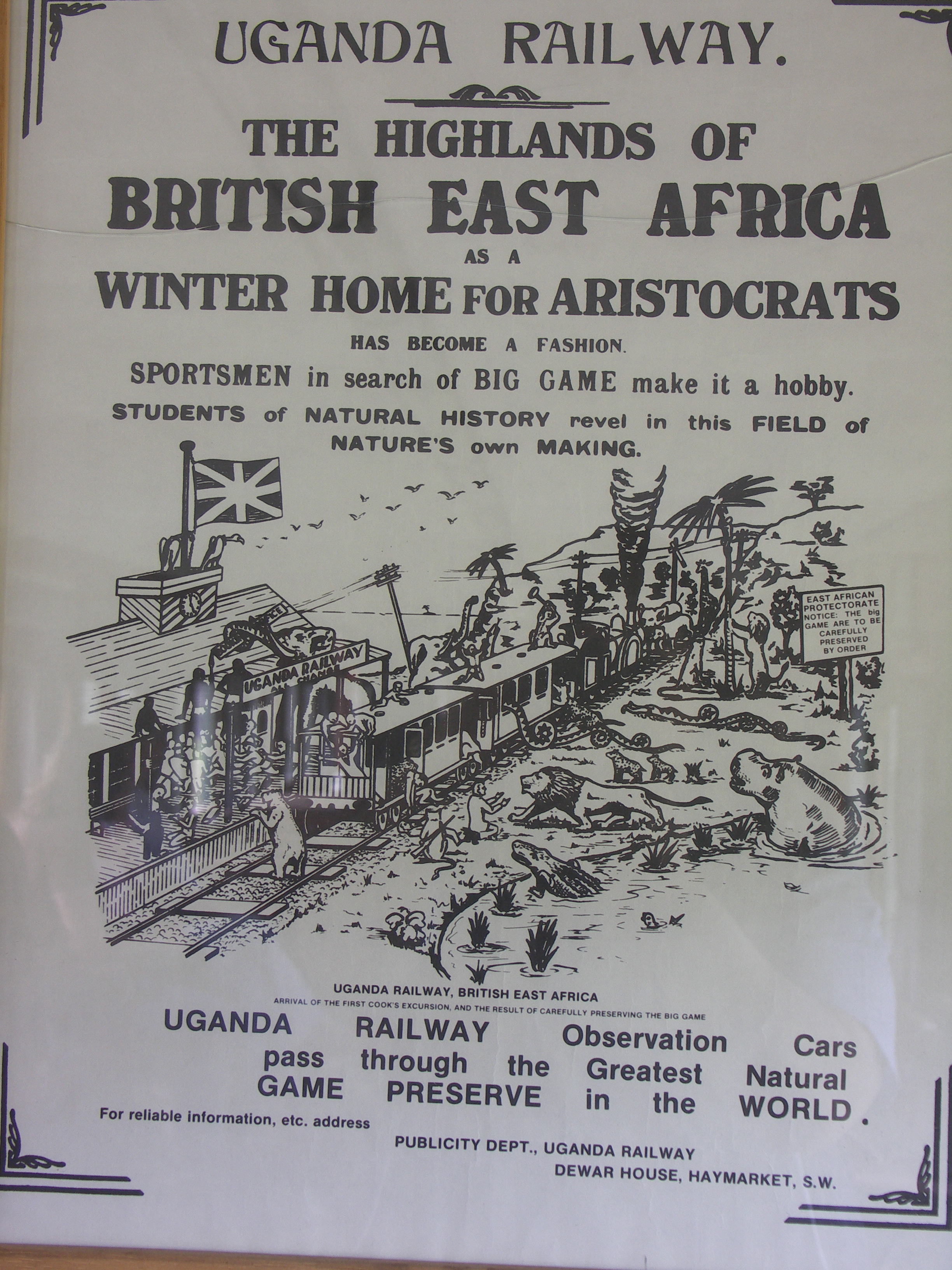
広告のレプリカ

ウガンダ鉄道（Uganda Railway）は、ウガンダ、ケニヤの内陸部とインド洋に面するモンバサを結ぶ鉄道システム。アフリカ分割時代に、植民地政策の一環としてイギリスによって造られた植民地鉄道。1896年-1901年にモンバサ-キスム間が建設されたのが始まり。

## 建設
イギリスの植民地政策である3C政策の要としてウガンダの確保はイギリスにとって重要であった。東アフリカには依然として奴隷制が残っている、という情報が民衆レベルでは広がっていたため、イギリス国内世論向けには「ウガンダ獲得による奴隷制の廃止」がイギリスによる侵略の名目として掲げられた。しかし実際には、イギリスによる奴隷の陸上輸送の禁止令（1876年）と、アラブ商人の拠点であるザンジバルへのインド商人の進出より、象牙と奴隷によって稼いでいたアラブ＝スワヒリ商人による黒人奴隷交易は衰退していたが、名目維持のためウガンダ鉄道の路線は帝国イギリス東アフリカ会社 (IBEA) が確保したアラブ＝スワヒリ商人によるブガンダ王国との交易ルートをなぞるものとなった。1890年には「中央アフリカ鉄道」の建設を計画したものの7マイルで挫折した。イギリスはフランスの進出を畏れ、1894年8月にウガンダの保護領化を宣言した。1895年7月にはケニアをイギリス領東アフリカとし、1896年に政治的支配を強める目的で、鉄道建設をモンバサから開始した。
当初は原住民の労働に頼ったが安定しないため、英領インドからのインド人の労働力に頼った。そのためにインドの移民法が改定され、クーリー（苦力）となる3年契約の年季労働者の徴募が開始され、その数は約3万2000人にのぼった。軌間は建設材料費を減らすために3ftにすることも提案されたが、インドの一部で採用されていたメーターゲージが採用された。1,500人のインド人クーリーらが鉄道建設に伴い東アフリカに進出する様をハリー・ジョンストンは「2マイル幅のインドの楔」と表現した。イギリスによる支配が確立するまでの間にルピー経済がウガンダ・ケニアの鉄道沿線に普及した。1898年、ツァボ川にかかる橋を建設中の夜、2頭のライオンが28名以上のインド人などの労働者、アフリカ人を殺害（ツァボの人食いライオン））。現場監督ジョン・ヘンリー・パターソンはライオンを銃殺、後にシカゴのフィールド自然史博物館へ寄贈する事件もあった。1901年に当初目的地のビクトリア湖畔キスムまで連絡し、1903年に運行を開始した。建設中に約2500人の作業員が亡くなった。.
建設中、ヒンドゥー系インド人労働者が猛暑の中で互いを励ますために、ヒンドゥー教の聖母アンベー・マータ（Ambee Mata）を称える言葉「ハラ、ハラ、アンベー（聖なるアンベーよ、誉れあれ）」を掛け合ったことから、スワヒリ語では、「ハランベー（harambee）」という言葉が「みんなでお互いに支え合おう」という意味で使われるようになった。

## 支線と延伸
1913年にはティカ線、1915年にはマガディ湖線、1926年にはキタレ線、1927年にはナロモル線が建設され、1929年にはウガンダ保護領内のトロロ＝ソロチ線が建設された。1931年にはケニア山線が建設され、本線もカンパラまで延伸された。
第一次世界大戦後は1977年まで東アフリカ鉄道会社が運営したが、東アフリカ共同体（第一次）の解散に伴い、ウガンダ鉄道会社、ケニア鉄道会社、タンザニア鉄道会社に分割された。

## 脚註
1. 1 2 3 4  林一哉「ウガンダ鉄道と英領東アフリカ 植民地鉄道の現地経済への影響」『經濟學論叢』第40巻 第4号 pp.105-155, 同志社大學經濟學會 1989年7月31日
2. 1 2  東アフリカにおける南アジア系移民関谷雄一、青山学院女子短期大学総合文化研究所年報 (17), 141-165, 2010-03
3. ↑  『ヒトは食べられて進化した』ロバート・W. サスマン、科学同人社、2007
4. ↑  Wolmar, Christian (2009). Blood, Iron & Gold: How the Railways Transformed the World. London: Atlantic Books, p182

## 関連作品
- 戸川幸夫『人喰鉄道』毎日新聞社、1968年

動物作家として知られる作者が、1898年のライオン襲撃事件を題材にアフリカの現地を取材して描いた小説。後に徳間文庫で文庫化され、2008年にはランダムハウス講談社文庫の「戸川幸夫動物文学セレクション」にも収録された。また、戸川と現地取材に同行した漫画家の石川球太による漫画版もある。
- 宮脇俊三『汽車旅は地球の果てへ』日本交通公社、1986年（文庫版は文芸春秋、1989年）

同著中、「人喰鉄道・サバンナを行く」の章は、著者が1985年2月にモンバサ～ナイロビ、ナイロビ～キスムに乗車した際の紀行文である。
- 映画『ゴースト&ダークネス』